# 宗磊
宗 磊（そう らい、拼音: Zōng Lěi、1981年7月26日 - ）は、中国の元プロサッカー選手である。現役時代のポジションはゴールキーパー。

## クラブ経歴
2001シーズンに天津泰達のユースチームからトップチームに昇格した。天津泰達では出場機会を勝ち取ることができず、数シーズン後に山東魯能へ移籍し、鄧小飛から短期間ポジションを奪った。山東魯能では、2004リーグシーズン終了時に中国FAカップおよびスーパーリーグカップを制したが、翌シーズンはポジションを失った。2006年シーズン開始時に昇格チームの長春亜泰が興味を示し、200万元の移籍金で移籍した。長春亜泰ではすぐにファーストチョイスのゴールキーパーとなった。翌2007シーズンはクラブの中国スーパーリーグ制覇に貢献した。

## 代表経歴
AFCアジアカップ2007に先立ち2007年2月2日に行われたカザフスタンとの親善試合で代表デビューを果たした（試合は2対1で勝利）。宗壘のプレーは監督の朱広滬に評価され、本大会にもサードキーパーとして選出されたが、出場機会はなかった。アジアカップ後に新監督のヴラディミル・ペトロヴィッチが就任すると、代表のファーストチョイスゴールキーパーとなり、数試合のFIFAワールドカップ予選に出場した。中国が予選敗退し、ペトロヴィッチが退任すると、代表には招集されなくなった。

## タイトル
山東魯能
- 中国FAカップ: 2004
- 中国スーパーリーグカップ: 2004

長春亜泰
- 中国スーパーリーグ: 2007